# Orpheus-Quadrille
Die  Orpheus-Quadrille ist eine Quadrille von Johann Strauss Sohn (op. 236). Sie  wurde am 18. April 1860 im Lokal Zum großen Zeisig in Wien erstmals aufgeführt.

## Einzelnachweis
1. ↑  Quelle: Englische Version des Booklets (Seite 60) in der 52 CDs umfassenden Gesamtausgabe der Orchesterwerke von Johann Strauß (Sohn), Hrsg. Naxos. Das Werk ist als dritter Titel auf der 21. CD zu hören.